# Abamectina
La abamectina es un insecticida, acaricida y antihelmíntico de acción translaminar ampliamente utilizado en la agricultura. Su modo de acción afecta al sistema nervioso de los insectos provocando en última instancia su muerte.

## Química
Abamectina es una mezcla de avermectinas que contiene más del 80% de avermectina B1a y el resto de avermectina B1b. Estos dos compuestos B1a y B1b tienen unas propiedades toxicológicas parecidas. La avermectina es un derivado de compuestos obtenidos por fermentaciones en laboratorio de la bacteria del suelo Streptomyces avermitilis. La abamectina es el producto de la fermentación natural de esta bacteria. Insecticida de acción translaminar y sistemia localizada, de amplio espectro. Actúa estimulando la liberación presináptica del inhibidor neurotransmisor ácido γ-aminobutírico desde las terminales nerviosas y potenciando la fijación de este ácido a los receptores postsinápticos, entre ellos el receptor glutamato. En los artrópodos impide la transmisión de señales en las conexiones neuromusculares por el mismo mecanismo de amplificación del ácido γ-aminobutírico, a través de un aumento de la permeabilidad de la membrana al calcio. Los insectos quedan paralizados irreversiblemente y mueren. A diferencia de la mayoría de los insecticidas no afecta al sistema colinérgico y en los ensayos ha controlado cepas de ácaros fitófagos resistentes a los insecticidas y acaricidas en uso. Por su composición química y modo de acción no se prevén resistencias cruzadas con otros plaguicidas.

## Modo de acción
Resulta eficaz por ingestión y por contacto, siendo mucho más activa en el primer caso. Tanto los insectos como los ácaros quedan inmovilizados poco después de ingerirla, dejan de alimentarse y acaban muriendo; pueden requerirse de tres a cuatro días para alcanzar su máxima eficacia. En términos generales es un plaguicida de acción lenta y larga vida residual en ácaros. No es ovicida. Su acción sobre los minadores de hojas tiene lugar, al parecer, a través de dos mecanismos: la penetración foliar (ya que se trata de un producto de acción translaminar) que produce una excelente mortalidad en las minas existentes, y la acción de los residuos foliares recientes que provocan una rápida reducción de la capacidad de oviposición de las hembras adultas expuestas a la sustancia.

## Residualidad
Aplicada adecuadamente penetra el tejido foliar formando una reserva dentro de la hoja, siendo esta reserva la que proporciona su actividad residual mientras que la parte de producto que queda en la superficie se disipa. Se fija fuertemente en el suelo y se considera esencialmente inmóvil en él. Es rápidamente degradad por los microorganismos y no se acumula. Su vida media en condiciones aerobias oscila entre dos semanas y dos meses. Se considera poco persistente (hasta 8 semanas). Es fotosensible, degradándose rápidamente en el agua y sobre el suelo, siendo su vida media inferior a un día. Cuando se aplica en forma de cebo directamente al suelo, su vida media es de una semana, pero persiste más directamente proporcional a la ausencia de luz. Su potencial de lixiviación es escasa.

## Campo de actividad
La abamectina se utiliza en control de insectos y ácaros que pueden ser plagas en vegetales y animales. En cultivos de frutas, hortalizas y plantas ornamentales, también se usa en los hogares en el control de hormigas. En veterinaria se utiliza como antihelmíntico. La resistencia a los productos de abamectina utilizados como antihelmínticos aunque va en aumento no es tan importante como la resistencia a otros antihelmínticos veterinarios.
Es un nematicida y acaricida. Resulta efectivo en el control de ácaros e insectos entre los que destacan: agamuzado del manzano, arador de los cítricos, araña ciclamina, araña roja de la fresa (Tetranychus urticae), araña roja del algodón (Tetranychus cinnabarinus), araña roja europea, araña roja común (Tetranychus spp), cucaracha americana (Periplaneta americana), gusano alfiler (Keyfferia lycopersicella), gusano medidor del algodón, minador de la hoja (Liriomyza sativae), minador de la hoja del jitomate, mosquita blanca del algodón (Bermisia tabaci), palomilla de la manzana, palomilla dorso de diamante (Plutella xylostella), trips del algodón, [trips occidental] de las flores, ácaro del jitomate. Los cultivos en que puede ser aplicado son: calabaza, calabacita, cannabis, chile, crisantemo, cucurbitaceas, fresa, jitomate, lima, limonero, mandarino, melón, naranjo, ornamentales, papa, pepino, rosal, sandía, tomate de cáscara y toronja.

## Nombres comerciales
Son muchos los nombres comerciales de productos basados en abamectina pudiendo ser muy distintos de un país a otro, entre ellos destacamos: Abba, Abathor, Abasi, Acaramik, Agri-Mek, Apache, Avid, Bermectine Plus, Crater, Dynamec, Epi-Mek, Genesis Horse Wormer, Odin, Reaper, Vertimec, CAM-MEK, Zephyr,Arañitas ,Fast-plus, NOMITE etc.